# Picea likiangensis
Picea likiangensis är en tallväxtart som först beskrevs av Adrien René Franchet, och fick sitt nu gällande namn av Ernst Georg Pritzel. Picea likiangensis ingår i släktet granar, och familjen tallväxter. IUCN kategoriserar arten globalt som livskraftig.

## Underarter
Arten delas in i följande underarter:
- P. l. hirtella
- P. l. likiangensis
- P. l. montigena
- P. l. rubescens

## Bildgalleri

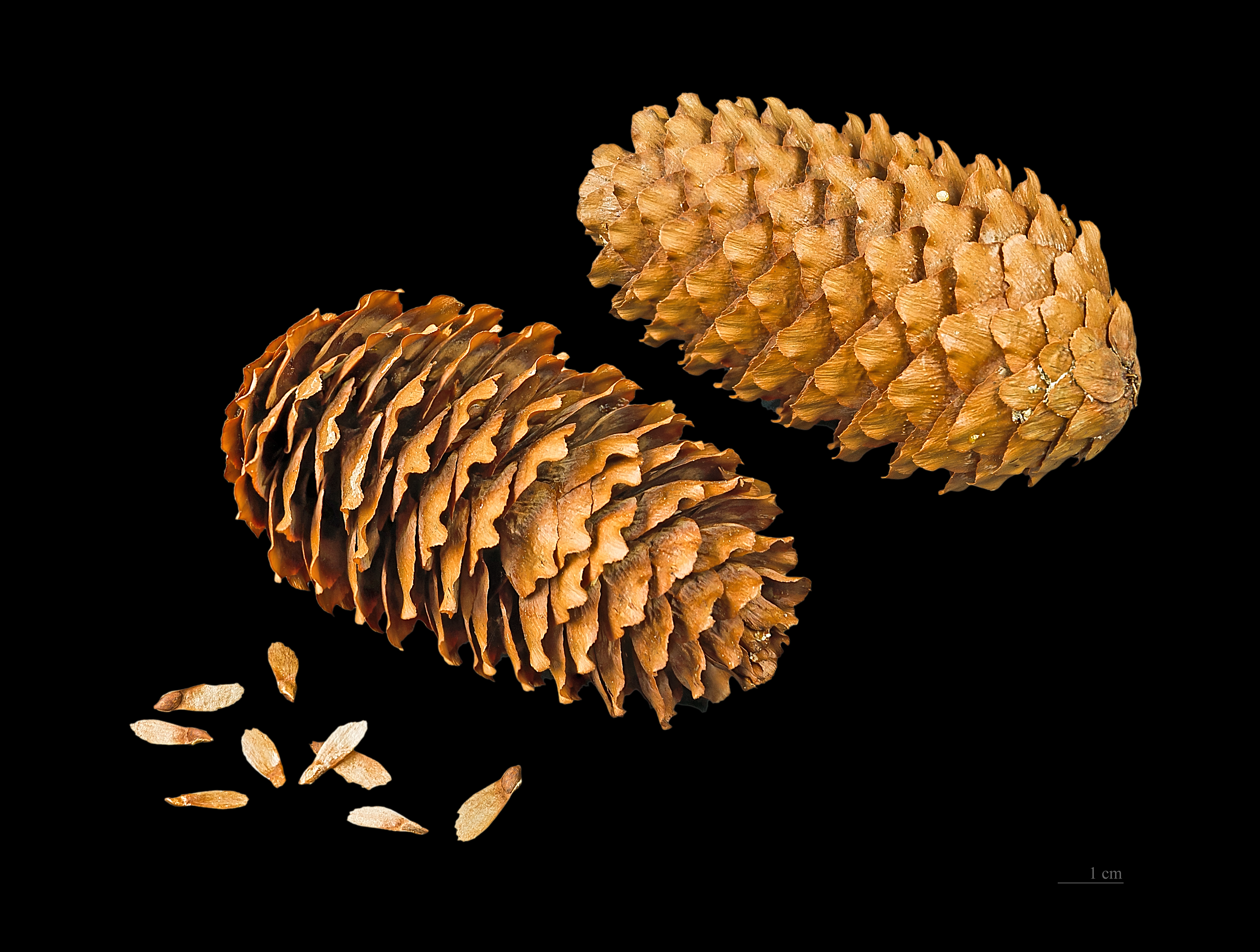
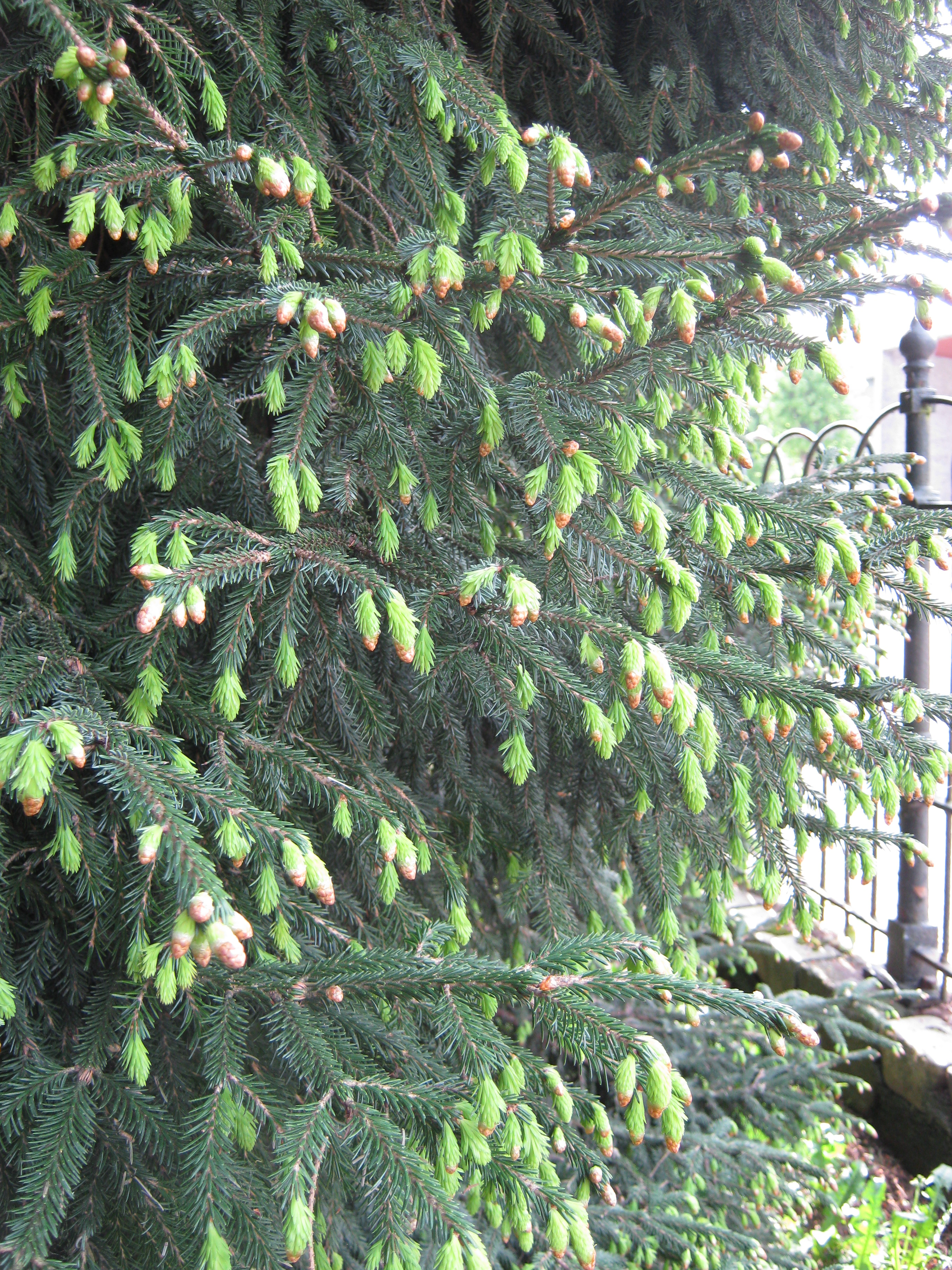
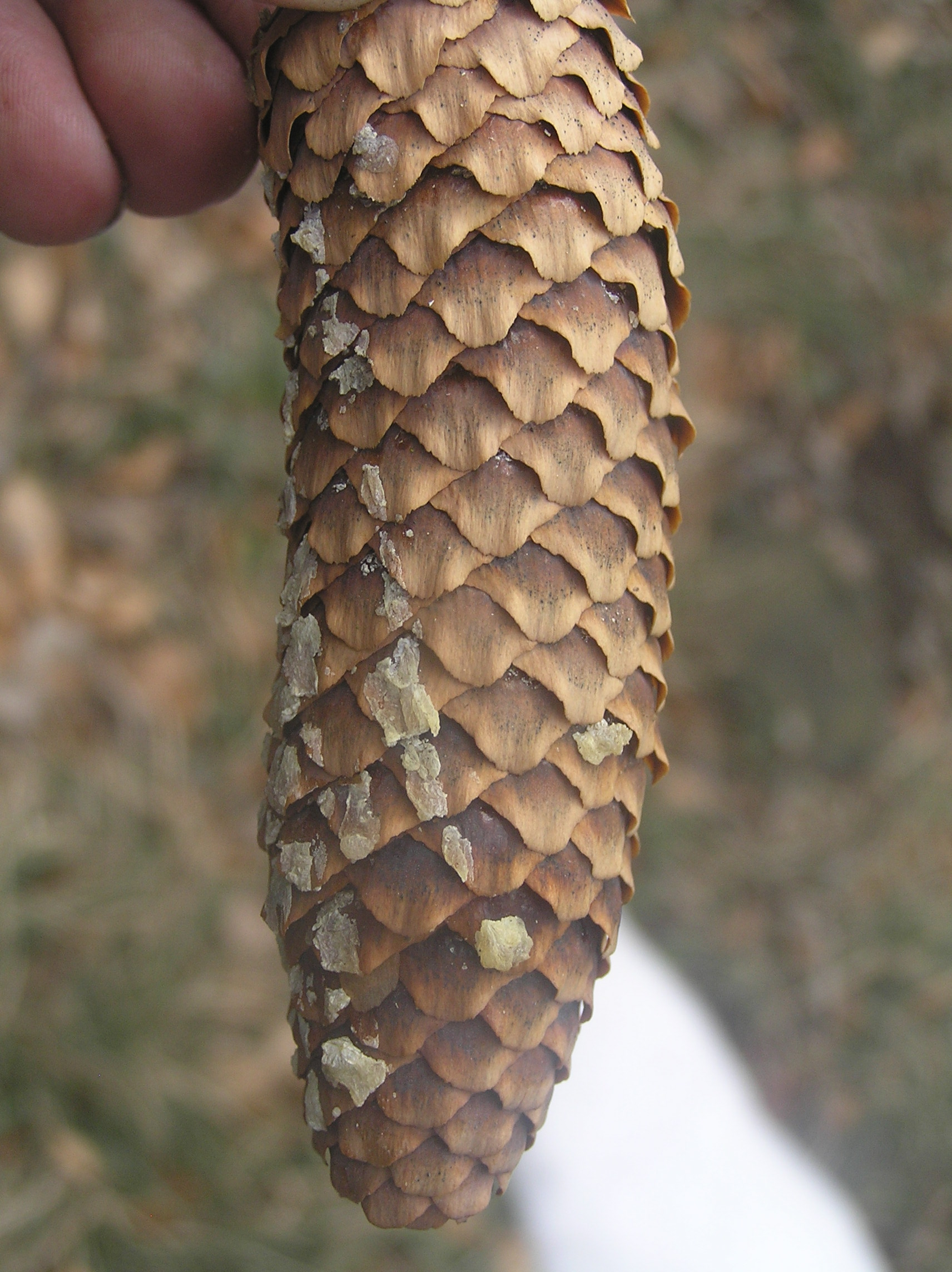
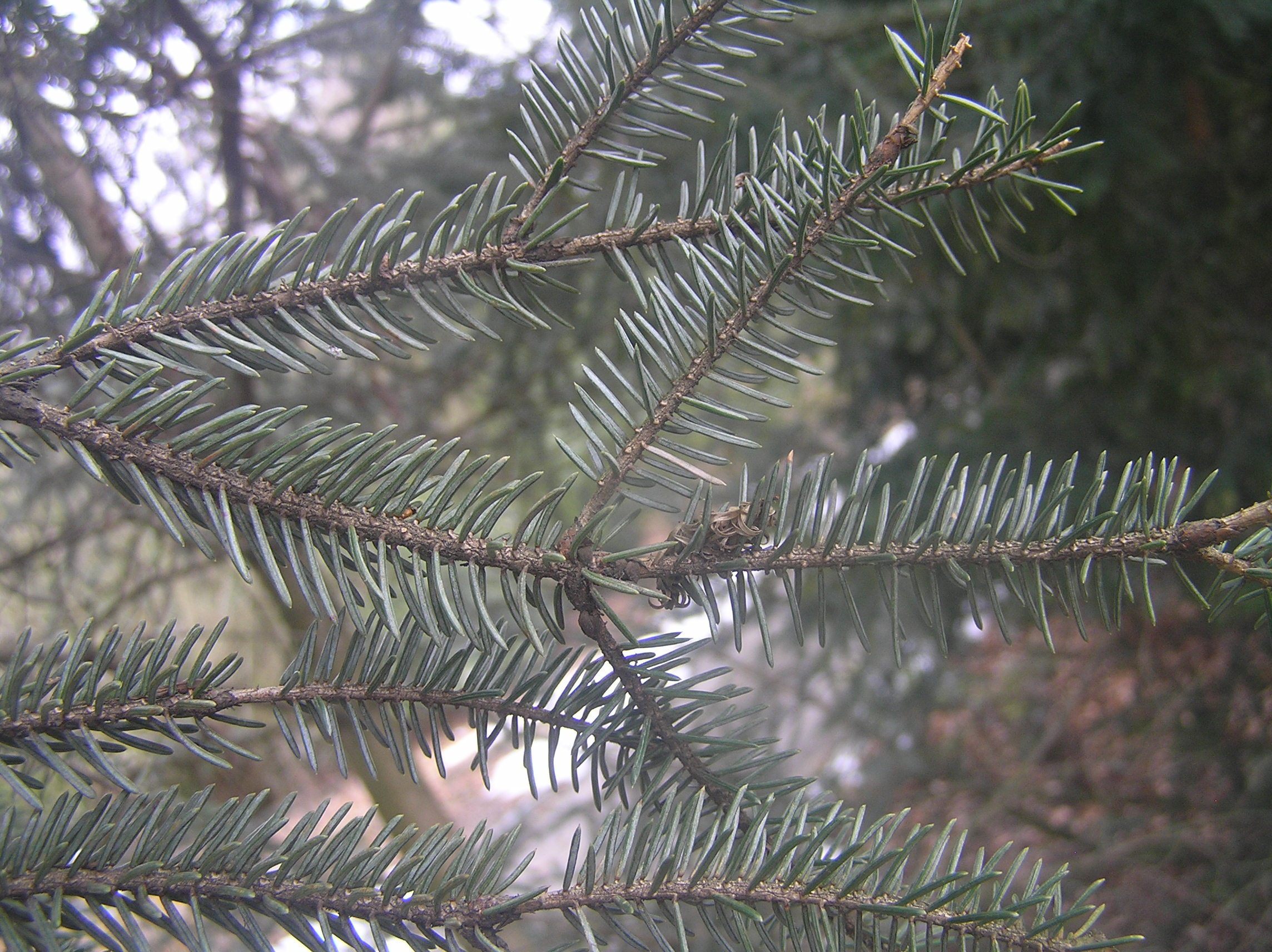